# Retevirgula caribbea
Retevirgula caribbea är en mossdjursart som först beskrevs av Osburn 1947.  Retevirgula caribbea ingår i släktet Retevirgula och familjen Calloporidae.
Artens utbredningsområde är Mexikanska golfen. Inga underarter finns listade i Catalogue of Life.